# بيك (موسيقي)
بيك (بالإنجليزية: Beck)‏ (و. 8 يوليو 1970، لوس أنجلوس) هو مغني، مغن ومؤلف، فنان شارع، ملحن، كاتب أغاني، وعازف قيثارة من الولايات المتحدة.

## جوائز
حصل على جوائز منها:
- جائزة غرامي لألبوم السنة، عن عمل: Morning Phase [الإنجليزية]‏ (2015).

## وصلات خارجية
- بيك على موقع IMDb (الإنجليزية)
- بيك على موقع الموسوعة البريطانية (الإنجليزية)
- بيك على موقع ميوزك برينز (الإنجليزية)
- بيك على موقع رولينغ ستون (الإنجليزية)
- بيك على موقع إن إن دي بي (الإنجليزية)
- بيك على موقع أول ميوزيك (الإنجليزية)
- بيك على موقع ديسكوغز (الإنجليزية)
- بيك على موقع قاعدة بيانات الفيلم (الإنجليزية)